# Laura Huhtasaari
Laura Huhtasaari (ur. 30 marca 1979 w Mänttä) – fińska polityk, nauczycielka i samorządowiec, posłanka do Eduskunty, deputowana do Parlamentu Europejskiego IX kadencji.

## Życiorys
Ukończyła studia nauczycielskie na Uniwersytecie w Jyväskylä, po czym pracowała w zawodzie nauczycielki.
Zaangażowała się w działalność polityczną w ramach partii Prawdziwi Finowie. W 2012 po raz pierwszy wybrana na radną miejską w Pori. W 2014 kandydowała bez powodzenia do Europarlamentu. W wyborach w 2015 uzyskała natomiast mandat posłanki do Eduskunty. W sierpniu 2017 została ogłoszona kandydatką swojej partii w wyborach prezydenckich w 2018. Uzyskała w nich poparcie 6,9% głosujących, zajmując 3. miejsce wśród 8 kandydatów. W 2019 z powodzeniem ubiegała się o poselską reelekcję. W tym samym roku została też wybrana na eurodeputowaną IX kadencji. W 2023 po raz kolejny uzyskała mandat posłanki do Eduskunty, odchodząc w konsekwencji z PE.